# Bryum deciduum
Bryum deciduum är en bladmossart som beskrevs av Johann Amann 1923. Bryum deciduum ingår i släktet bryummossor, och familjen Bryaceae. Inga underarter finns listade i Catalogue of Life.